# Hell Ship Mutiny
Pour plus de détails, voir Fiche technique et Distribution.
Hell Ship Mutiny est un film américain réalisé par Lee Sholem et Elmo Williams, sorti en 1957.

## Fiche technique
- Titre : Hell Ship Mutiny
- Réalisation : Lee Sholem et Elmo Williams
- Scénario : DeVallon Scott et Wells Root
- Photographie : Sam Leavitt
- Montage : Elmo Williams
- Musique : Paul Sawtell et Bert Shefter (en)
- Pays d'origine : États-Unis
- Format : Noir et blanc - 1,85:1 - Mono
- Genre : aventure
- Date de sortie : 1957

## Distribution
- Jon Hall : Capitaine Jim Knight
- John Carradine : Malone
- Peter Lorre : Commissaire Lamoret
- Roberta Haynes (en) : Princesse Mareva
- Mike Mazurki : Ross
- Charles Mauu : Tula
- Stanley Adams : Roxy
- Danny Richards Jr. : Tatoa
- Felix Locher : le Roi Parea